# فرودگاه سینه‌یوکی
فرودگاه سِینَه‌یوکی (به انگلیسی: Seinäjoki Airport) (به زبان بومی: Seinäjoen lentoasema) یک فرودگاه همگانی مسافربری با کد یاتا SJY است که یک باند فرود آسفالت دارد و طول باند آن ۲۰۰۰ متر است. این فرودگاه در کشور فنلاند قرار دارد و در ارتفاع ۹۲ متری از سطح دریا واقع شده است.